# Кован-Бридж
Кован-Бридж (англ. Cowan Bridge) — деревня в Англии, графство Ланкашир.
В деревне Кован-Бридж располагалась школа «Clergy Daughters», где учились сёстры Бронте — Шарлотта и Эмили, знаменитые писательницы XIX века. На стене школы висит памятная табличка с упоминанием этого события.